# You Showed Me How
"You Showed Me How" é uma canção da cantora-compositora brasileira Patricia Marx para seu 13º álbum de estudio “Nova”. A canção conta com composição de Patricia Marx, Hebert Medeiros (da Banda Serial Funkers) e Robinho Tavares. A parte em inglês da música foi composta pelo jamaicano Marc Mac do grupo britânico 4Hero. A canção foi lançada no dia 23 de fevereiro de 2018 pela gravadora LAB 344.

## Antecedentes
Após interromper o projeto de 4 EP's digital intitulado "Sextapes", que ficou apenas na parte 1 (Te Cuida Meu Bem - Sextape, Pt. 1), Patricia Marx lançou mais dois projetos paralelos de regravações de Caetano Veloso, onde o primeiro foi Tigresa, editado em 27 de maio de 2016, e o segundo "Tapete Mágico", editado em 25 de maio de 2017. Este é o primeiro trabalho inédito da cantora desde 2013, quando lançou sua coletânea "Trinta" com o single inédito "Tudo o que eu quero" com participação de Ed Motta.

## Lançamento e Divulgação
Inicialmente a canção estava prevista para ser lançada dia 18 de fevereiro, porém a data oficial de lançamento foi alterada para 23 de fevereiro. No iTunes Brasil, o single foi liberado poucas horas antes do dia 23, chegando ficar em destaque nos charts do iTunes na posição #47, acima dos hits populares "Despacito" e "Pesadão", de Iza.

### Videoclipe
O clipe da canção foi divulgado no dia 24 de maio de 2018. No clipe, Patricia aparece em um estúdio com cenário todo preto em branco, usando fitas adesivas para cobrir parte dos seios. Nas primeiras 24 horas após seu lançamento, o clipe fechou a margem de mais de 20 mil visualizações, sendo considerado um bom número para o gênero em que Marx atua.

## Faixas
A canção foi lançada em duas versões, sendo a primeira com duração de 08 minutos e 51 segundos, e uma versão menor para airplay, com duração média de 03 minutos e 50 segundos.
| Single 'You Showed Me How |                                  |                                                   |         |  |
| N.º                       | Título                           | Compositor(es)                                    | Duração |  |
| 1.                        | "You Showed Me How"              | Patricia Marx / Robinho Tavares / Hebert Medeiros | 08:51   |  |
| 2.                        | "You Showed Me How" (Radio Edit) | Patricia Marx / Robinho Tavares / Hebert Medeiros | 03:50   |  |